# Drechterland (ambacht)

Ligging van het ambacht Drechterland binnen de Westfriese Omringdijk, rond 1750

Wapen van het dijkgraafschap Drechterland (1735). Het wapen is duidelijk gebaseerd op de wapens van Hoorn en Enkhuizen.

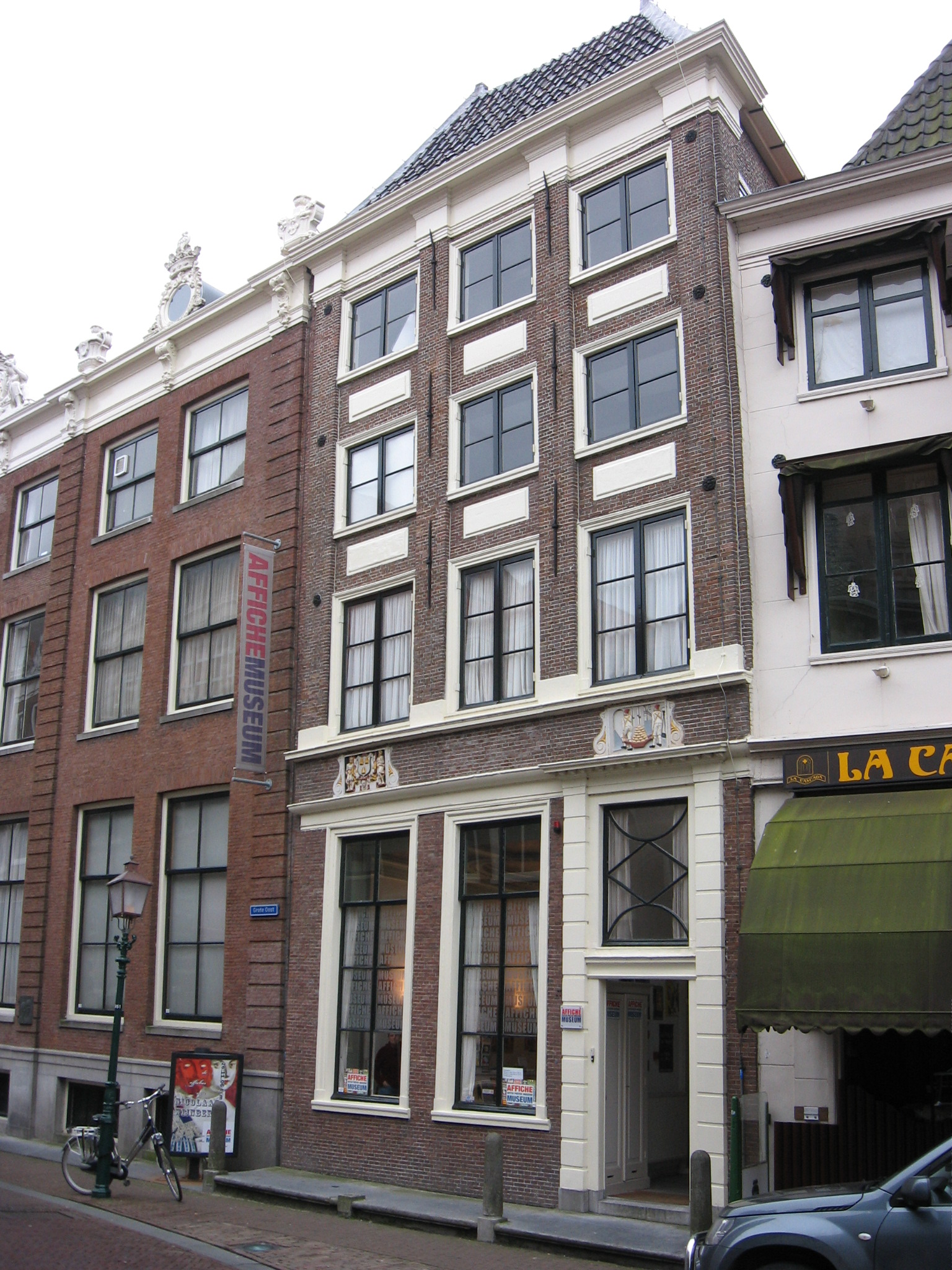
Het voormalige gemeenlandshuis het Drechterlandsehuis in Hoorn, nu het Nederlands Affichemuseum

Het Ambacht van West-Friesland, genaamd „Drechterland” is een voormalig ambacht en dijkgraafschap in West-Friesland. De naam (ook wel geschreven als Dregtingherland, de oudste bronnen spreken van Dregtingher Ambocht) is wellicht afkomstig van het voormalige riviertje de Drecht dat op de plaats van het huidige Schellinkhout zou hebben gestroomd. Het ambacht had gedurende een groot deel van zijn bestaan vooral een waterstaatkundige taak: als dijkgraafschap was het verantwoordelijk voor het onderhoud van een deel van de Westfriese Omringdijk. De belangrijkste steden in Drechterland waren Enkhuizen en Hoorn.
In de Middeleeuwen was West-Friesland verdeeld in vier ambachten, waarvan Drechterland het meest oostelijke was. De ambachten waren bovenlokale bestuurseenheden, die vermoedelijk al bestonden voor West-Friesland werd onderworpen door de graven van Holland. Deze ambachten bestonden op hun beurt uit enkele koggen, die weer in bannen (dorpen of polders zonder specifiek dorp) waren onderverdeeld. Drechterland bestond uit de Westerkogge of Veenhop, de Middelkogge, de Zuiderkogge en de Oosterkogge. Na de onderwerping van de West-Friezen door Floris V en definitief onder Jan I, werden baljuwschappen ingesteld die de hoge jurisdictie hadden en belast waren met het toezicht op de dijken. Samen met het Hoogwouder Ambacht, later De Vier Noorder Koggen geheten, vormde Drechterland het Oosterbaljuwschap van West-Friesland.
| Koggen en bannen van Drechterland omstreeks 1350 | Koggen en bannen van Drechterland omstreeks 1350 |
| ------------------------------------------------ | --- |
| Oosterkogge                                      | Bovenkarspel · Lutjebroek · Grootebroek · Gommerskarspel (later: Westende)· Enkhuizen                                                                                |
| Zuiderkogge                                      | Venhuizen · Oosterleek · Hem · Wijdenes · Schellinkhout · Hoogkarspel (grotendeels)                                                                                  |
| Middelkogge                                      | Westwoud · Zwaag· Oosterblokker · Westerblokker · Hoorn (zonder banne Dampten) - Binnenwijzend - Wervershoof · Hoogkarspel (deels, boven de Oude Dijksloot) · Oudijk |
| Westerkogge (Veenhop)                            | Scharwoude · Grosthuizen · Avenhorn · Berkhout · Dampten - Oudendijk                                                                                                 |

Na de Middeleeuwen nam de bestuurlijke betekenis van de ambachten af: het Oosterbaljuwschap werd in 1413-1415 opgeheven, nadat het gehele West-Friese platteland een of andere vorm van stadsrecht had gekregen. De waterstaatkundige taak van het baljuwschap kwam terecht bij de ambachten Drechterland en de Vier Noorder Koggen. Het ambacht was belast met de zorg voor een deel van de Westfriese Omringdijk, en verdeelde zijn deel weer onder de dorpen en steden in het ambacht. Het Ambacht bezat tot aan 1811 nog de hoge jurisdictie. Dieven en rovers van materialen van de dijken of uit de dijksmagazijnen werden door dijkgraaf en heemraden van Drechterland berecht en konden streng worden gestraft. De afwatering was geen taak van het ambacht. Vanaf het moment dat dat door de inklinking van het veen niet meer op natuurlijke wijze kon gebeuren, was dat vooral een zaak van de boeren en polders zelf; in 1452 werden de eerste windmolens gebouwd bij Enkhuizen, door polder Het Grootslag.
In 1637 begon het Groot Proces: omdat in het westen van West-Friesland veel land rondom de Omringdijk was drooggemaakt en de dijken daar geen primaire zeewerende functie meer hadden, waren de Vier Noorder Koggen en Drechterland van mening dat de toen geldende verdeling van de dijklasten niet meer voldeed, omdat het Geestmerambacht en de Schager en Niedorper Koggen het verhoudingsgewijs te makkelijk hadden. Na tussenvonnissen in 1650 en 1657 kwam in 1695, 63 jaar later, eindelijk een definitieve regeling tot stand. Deze regeling bleef van kracht tot 1863: vanaf toen vielen de dijklasten grotendeels onder de provinciale begroting. Vanaf 1731 beheerste de paalworm de agenda: dit dier had het houten paalwerk van de wierdijken ernstig aangetast, en de enige werkzame, maar dure, oplossing was het paalwerk met de wierriemen te vervangen door een glooiing van stenen.
Na de watersnood van 1916 werd besloten het beheer van de dijken in het gehele Noorderkwartier te centraliseren. In 1919 werd daartoe het Hoogheemraadschap Noordhollands Noorderkwartier opgericht, en vanaf dat moment was Drechterland alleen nog een "wegschap": de afwatering en het polderpeil waren een zaak van de polders, het ambacht had alleen nog polderwegen in beheer. In 1974 werden ten slotte de ambachten Drechterland en de Vier Noorder Koggen met de inliggende polders samengevoegd tot het Waterschap Westfriesland.
De naam Drechterland van het ambacht werd vervolgens in 1980 opnieuw gebruikt: het jaar daarvoor waren de gemeenten Hoogkarspel, Westwoud en een deel van de gemeente Blokker samengevoegd, aanvankelijk onder de naam Bangert. Toen dat een vergissing bleek te zijn, kreeg de fusiegemeente de naam van het oude ambacht en werd zij de gemeente Drechterland.